# Kristen Schaal
Kristen Schaal (Longmont, 24 januari 1978) is een Amerikaanse actrice, stemactrice onder meer in Toy Story, stand-upcomedian, filmproducente en (scenario)schrijfster. 

## Biografie
Schaal is geboren in Longmont en groeide op in Boulder (Colorado) in een gezin met twee kinderen. Zij heeft gestudeerd aan de Northwestern-universiteit in Illinois. Na haar studie verhuisde zij naar New York voor haar acteercarrière.
Schaal is sinds 2012 getrouwd, zij leerde haar echtgenoot kennen bij The Daily Show waarvoor hij schreef en waarin Kristen regelmatig optrad als 'correspondent vrouwenproblemen'. Met hem schreef ze The Sexy Book of Sexy Sex (2010).

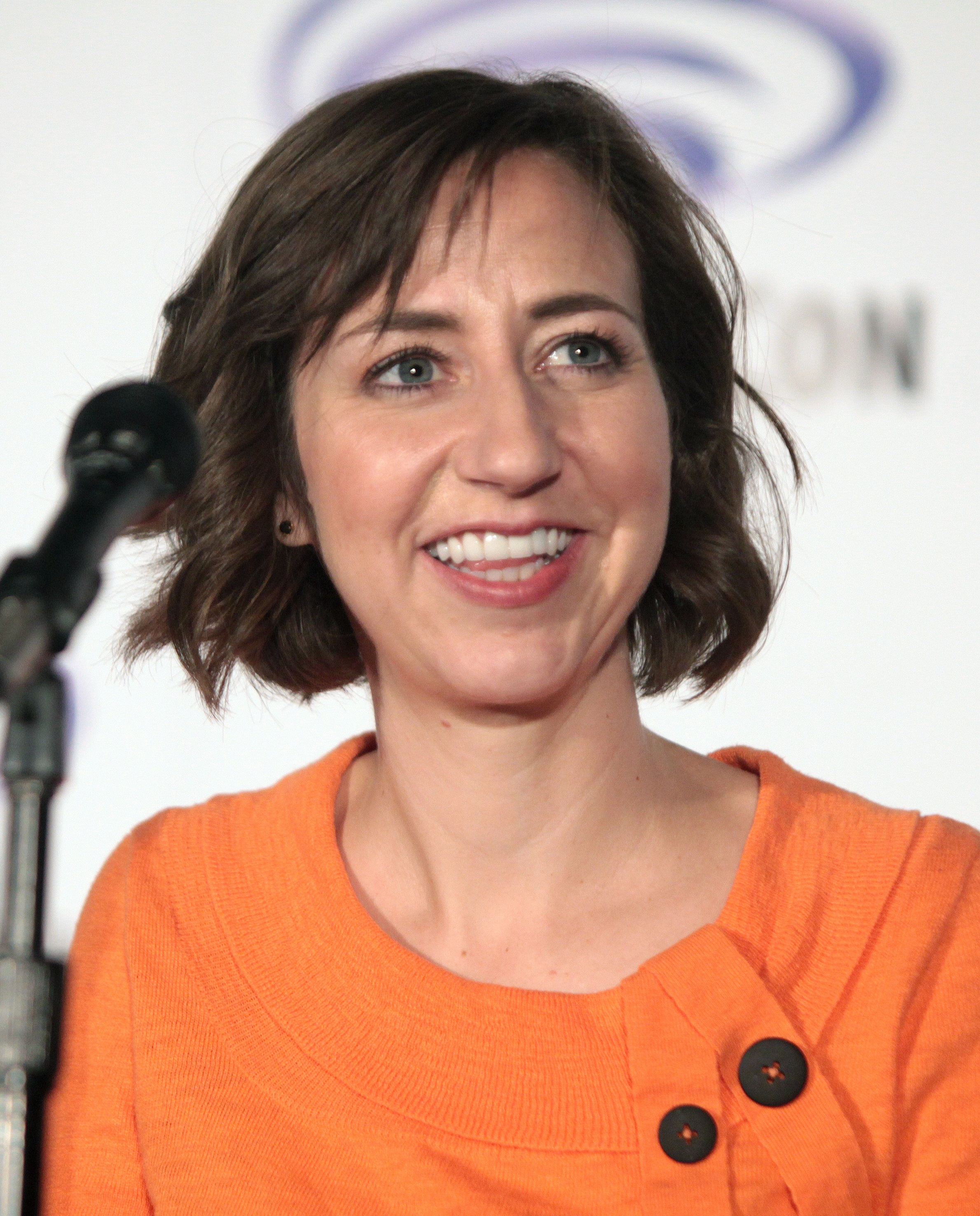
Kristen Schaal in 2016

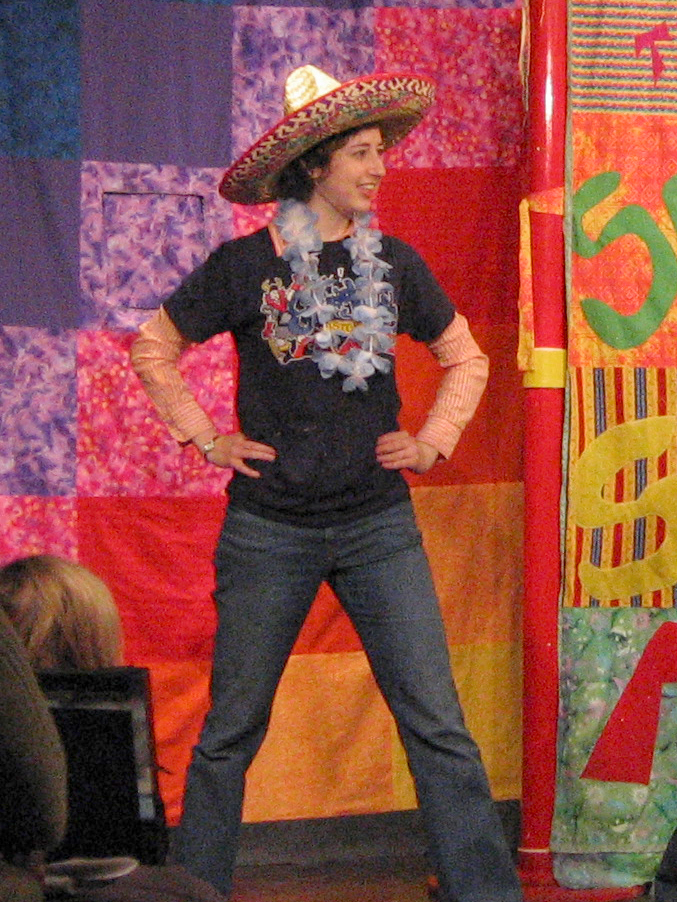
Kristen Schaal in 2005

## Filmografie

### Films
Uitgezonderd korte films.
- 2022 Bob's Burgers: The Movie - als Louise Belcher (stem)
- 2021 Seal Team - als Beth (stem)
- 2020 Bill & Ted Face the Music - als Kelly
- 2020 My Spy - als Bobbi
- 2019 Toy Story 4 - als Trixie (stem)
- 2018 Boundaries - als Jojo
- 2017 Austin Found - als Nancy
- 2017 Captain Underpants: The First Epic Movie - als Edith (stem)
- 2017 Literally, Right Before Aaron - als Talula
- 2017 All Nighter - als Roberta
- 2016 The Boss - als scouting leidster Sandy
- 2016 Donald Trump's The Art of the Deal: The Movie - als Gloria
- 2015 A Walk in the Woods - als Mary Ellen
- 2013 Cloudy with a Chance of Meatballs 2 – als Barb (stem)
- 2013 Despicable Me 2 – als Shannon (stem)
- 2013 Welcome to the Jungle – als Brenda
- 2013 Supernatural – als Delinda / sheriff Denise
- 2012 Eugene! – als 25ft dochter
- 2012 Sleepwalk with Me – als Cynthia
- 2011 The Muppets – als woedetherapeut
- 2011 Butter – als Carol Ann
- 2010 Going the Distance – als barkeepster
- 2010 Dinner for Schmucks – als Susana
- 2010 Toy Story 3 – als Trixie (stem)
- 2010 Get Him to the Greek – als productieassistente
- 2010 Shrek Forever After – als Pumpkin Witch / Palace Witch (stemmen)
- 2010 Scared Shrekless – als Sugar (stem)
- 2010 Cheyenne Cinnamon and the Fantabulous Unicorn of Sugar Town Candy Fudge – als Emily (stem)
- 2010 Valentine's Day – als Ms. Gilroy
- 2010 When in Rome – als Ilona
- 2009 Cirque du Freak: The Vampire's Assistant – als Gertha Teeth
- 2009 The Goods: Live Hard, Sell Hard – als stewardess Stacey
- 2009 Snake 'n' Bacon – als de groene fee
- 2007 Redeeming Rainbow – als naamloze driftster
- 2007 Norbit – als organisator
- 2006 Delirious – als Joëlle
- 2005 Adam & Steve – als Ruth
- 2004 Poster Boy – als vrouw in boekenwinkel
- 2001 Kate & Leopold – als Miss Tree

### Televisieseries
Uitgezonderd eenmalige gastrollen.
- 2011-2023 Bob's Burgers – als Louise Belcher (stem) – 254 afl.
- 2021-2022 The Mysterious Benedict Society - als nummer 2 - 16 afl.
- 2021-2022 Big Mouth - als Bernie Sanders (stem) - 6 afl.
- 2021-2022 The Sandman - als Delirium - 10 afl.
- 2019-2022 What We Do in the Shadows - als de gids / de drijvende vrouw - 19 afl.
- 2022 Our Flag Means Death - als Antoinette - 2 afl.
- 2020-2022 Dicktown - als Kendra - 2 afl.
- 2020 Death Hacks - als Molly (stem) - 10 afl.
- 2014-2020 BoJack Horseman - als Sarah Lynn (stem) - 14 afl.
- 2019 Forky Asks a Question - als Trixie (stem) - 2 afl.
- 2019 Squinters - als Tina - 6 afl.
- 2015-2018 The Last Man on Earth - als Carol - 66 afl.
- 2012-2016 Gravity Falls – als Mabel Pines (stem) – als 40 afl.
- 2014 The Hotwives of Orlando - als Amanda Simmons - 7 afl.
- 2013 Dipper's Guide to the Unexplained - als Mabel (stem) - 6 afl.
- 2013 Wilfred – als Anne – 3 afl.
- 2013 Adventure Time with Finn & Jake – als Jake jr. (stem) – 3 afl.
- 2013 Archer – als Tiffy – 2 afl.
- 2012-2013 30 Rock – als Hazel Wassername – 11 afl.
- 2010-2012 WorldGirl – als ?? – 5 afl.
- 2011 The Heart, She Holler – als Hurshe – 6 afl.
- 2010 FCU: Fact Checkers Unit – als Paula – 8 afl.
- 2007-2009 Flight of the Conchords – als Mel – 21 afl.
- 2008 Horrible People – als Margaret – 10 afl.
- 2007 Scott Bateman Presents Scott Bateman Presents - als robot Overlord (stem) – 2 afl.
- 2006 Freak Show – als diverse karakters – 7 afl.
- 2006 Six Degrees – als Gail – 2 afl.
- 2001-2002 The Education of Max Bickford – als Valerie Holmes – 3 afl.

### Filmproducente
- 2013 Supanatural - film
- 2013 Kristen Schaal: Live at the Fillmore - televisiespecial
- 2007 South Park - televisieserie - 1 afl.

### Scenarioschrijfster
- 2013 Just for Laughs - televisieserie - 1 afl.
- 2012 Funny as Hell – televisieserie – 1 afl.
- 2011 The National - Conversation 16 - korte film
- 2010 Comedy Lab – televisieserie – 1 afl.
- 2009 Comedy Central Presents – televisieserie – 1 afl.
- 2007 South Park – televisieserie – 14 afl.

- Biblioteca Nacional de España: XX5549625
- Gemeinsame Normdatei: 1138656232
- International Standard Name Identifier: 0000 0000 6294 4462
- Library of Congress Control Number: no2009096111
- MusicBrainz: d4fa6ce1-8472-422f-bd1a-4b382378cac0
- Virtual International Authority File: 90569873
- WorldCat: E39PBJqQxDQXHKTcyfKRfkCYT3